# لويس علي
لويس علي (بالإسبانية: Luis Alí) هو لاعب كرة قدم بوليفي في مركز الهجوم، ولد في 17 أبريل 1994 في لاباز في بوليفيا. لعب مع نادي بوليفار.

## وصلات خارجية
- لويس علي على موقع قاعدة بيانات كرة القدم.إي يو (الإنجليزية)
- لويس علي على موقع ناشيونال فوتبول تيمز (الإنجليزية)
- لويس علي على موقع Soccerway.com (الإنجليزية)